# Assais
Assais (franska: Assais (CR), Assais (Commune Rurale), arabiska: أيت عيسى اححان) är en kommun i Marocko.   Den ligger i provinsen Essaouira och regionen Marrakech-Safi, i den centrala delen av landet, 400 km sydväst om huvudstaden Rabat. Antalet invånare är 7 603.